# Nordkirchen
Nordkirchen település Németországban, azon belül Észak-Rajna-Vesztfália tartományban. Lakosainak száma 10 534 fő (2023. december 31.). Nordkirchen Senden, Ascheberg, Werne és Ascheberg (Észak-Rajna-Vesztfália) községekkel határos.

## Népesség
A település népességének változása:
| Lakosok száma | 7973 | 9781 | 9941 | 10 063 | 10 166 | 10 402 | 10 534 |
|               | 1975 | 2015 | 2017 | 2019   | 2021   | 2022   | 2023   |